# Provincia de Taguzgalpa

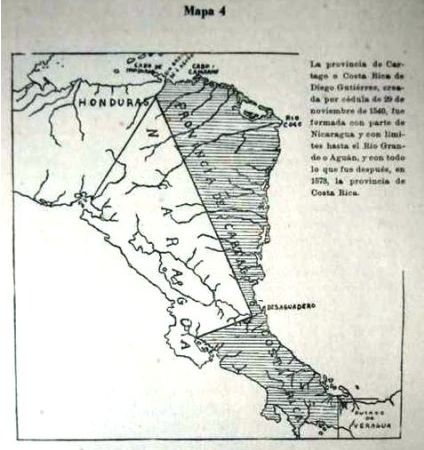
La Provincia de Taguzgalpa estaba al norte de la región que desde 1537 se le llama Veragua Real, y entre 1540 y 1640 se le conoce como Taguzgalpa o Nueva Cartago (en la Provincia de Nueva Cartago y Costa Rica). Después de 1640 se le denomina la Costa de Mosquitos (desde 1894 en Nicaragua).

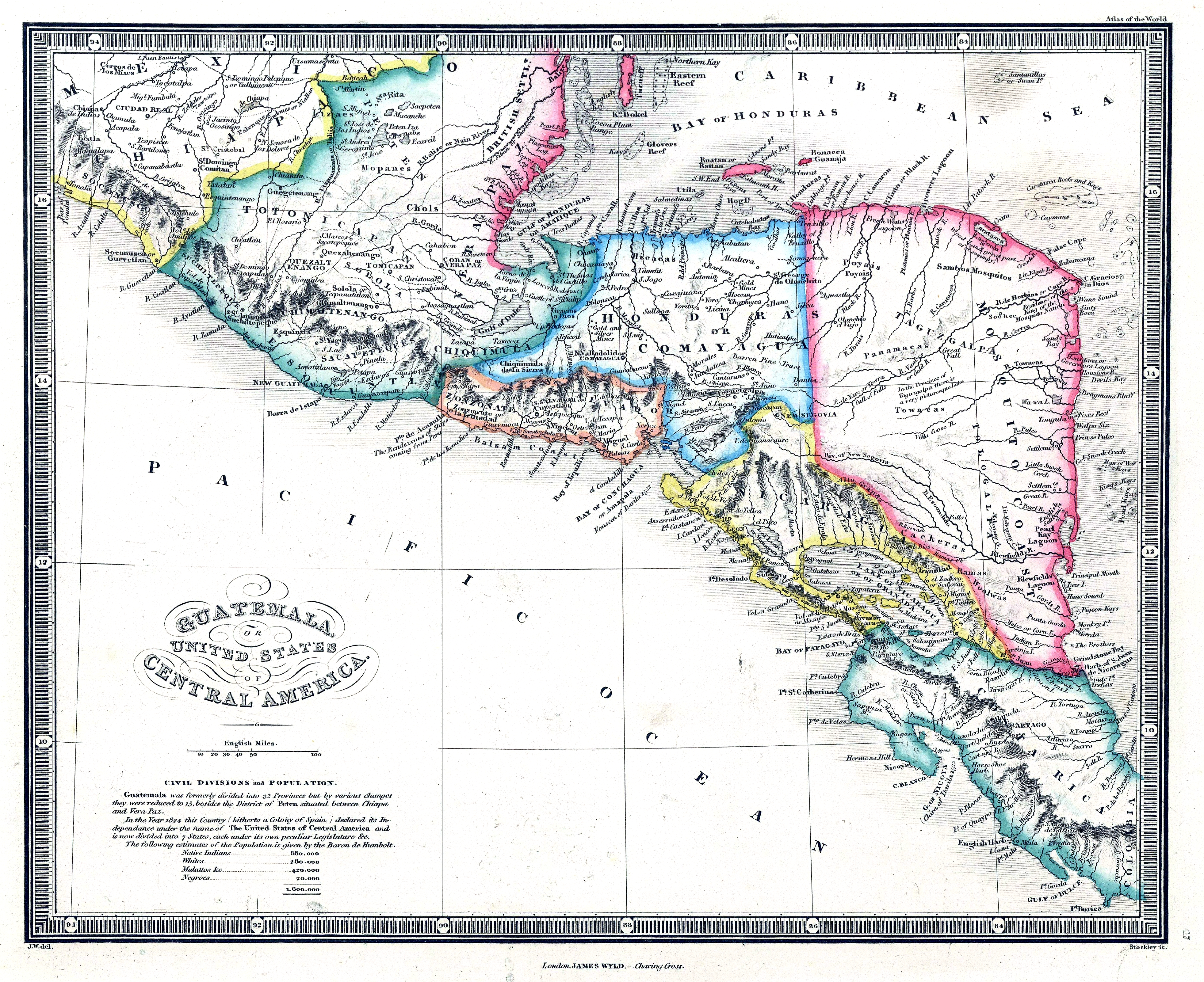

Provincia de Taguzgalpa era la denominación de un territorio de la corona española en la jurisdicción de la Real Audiencia de Guatemala. Su territorio abarcaba desde el este de Trujillo en la costa caribeña de la actual Honduras hacia el río Wanki, e incluía toda la costa caribeña de la actual Nicaragua hasta el Río San Juan. Limitaba al norte con la Provincia de Honduras, al sur con la Provincia de Costa Rica, al este con el mar Caribe y al oeste con la Provincia de Nicaragua.

## Antecedentes
En 1508, la monarquía española otorga la Gobernación de Veragua a Diego de Nicuesa, desde el golfo de Urabá hasta el cabo de Gracias a Dios. En 1534, la concesión de conquista y poblamiento de la Gobernación de Veragua se hace a favor de Felipe Gutiérrez y Toledo (hijo de Alonso Gutiérrez de Madrid, tesorero real del emperador Carlos V), que en 1536 abandona el proyecto y se dirige a Perú.
En 1537, luego de concluir los pleitos colombinos, la corona española crea el Ducado de Veragua o Veragua Ducal, en la sección oriental de la antigua gobernación de Veragua, que asume Luis Colón de Toledo, hijo del almirante Diego Colón y nieto de Cristóbal Colón. Limitaba al norte con el mar Caribe, al sur con el Océano Pacífico, al este con Castilla de Oro y al oeste con el extremo occidental de la antigua gobernación de Veragua que se le ha llamado Veragua Real y la vertiente sur de la actual Costa Rica (entonces sin otorgar).
En 1539, la recién fundada Real Audiencia de Panamá, sin autorización de la monarquía española crea la primera provincia de Costa Rica en los territorios de la Veragua Real y la vertiente sur de la actual Costa Rica, nombrando como gobernador a Hernán Sánchez de Badajoz, también asignado de forma provisional como adelantado de la Costa del Mar del Sur, nombramientos que luego son revocados.
En 1540, la monarquía española crea la Provincia de Nueva Cartago y Costa Rica (cuya región norte es denominada Nueva Cartago o Taguzgalpa), nombrando a Diego Gutiérrez y Toledo (hermano de Felipe Gutiérrez y Toledo), primero gobernador bajo la Real Audiencia de Panamá, luego alcalde mayor bajo la Real Audiencia de Guatemala, falleciendo a manos de los indígenas en 1544. Dicha provincia existirá formalmente hasta 1573, aunque no se concentran sus actividades en la región norte (Nueva Cartago o Taguzgalpa), sino que se realizan en la región sur (la futura Provincia de Costa Rica).

## Geografía e historia
En 1545, Alonso de Maldonado presidente de la Real Audiencia de Guatemala informa al rey Carlos I de España, que el territorio de Taguzgalpa sigue sin "reducir", lo que supone un peligro para los españoles que viven en las cercanías.
Por real cédula del 16 de diciembre de 1562, Alonso Ortiz de Elgueta, gobernador de Honduras, obtuvo licencia del rey Felipe II de España, para conquistar y poblar Taguzgalpa con españoles, lo que intentó sin éxito.
El 10 de mayo de 1577, Diego López, regidor de Trujillo, es nombrado por la Real Audiencia de Guatemala gobernador de la provincia de Taguzgalpa, pero las adversidades geográficas y climatológicas del territorio, así como la alta incidencia de enfermedades tropicales y la difícil "pacificación" de los pobladores indígenas, lo hicieron desistir en continuar adelante con la empresa.
En 1582, Rodrigo Ponce de León, gobernador de Honduras, es autorizado por el Consejo de Indias «para poblar un rincón que está en esa tierra que se llama la Taguzgalpa», y la explora dos años después, sin dejar alguna fundación permanente.
En 1604, el fraile franciscano Esteban Vardelete, natural de Denia y el sacerdote Juan de Monteagudo, de origen valenciano, predican en la tierra de los taguacas. Después, por Real Cédula del 17 de diciembre de 1607, son autorizados a emprender con otros franciscanos, la conversión de los jicaques de Taguzgalpa. En 1609, Esteban Vardelete entra en el territorio con Juan de Monteagudo y dos religiosos más, protegidos por unos escoltas enviados por el capitán Alonso de Daza.
En 1610 ya tenían dos parroquias y doscientos indígenas feligreses, aunque eran hostilizados por algunos jicaques, que destruyen las reducciones. En 1611, el territorio al sur del río Wanki empieza a ser denominado como Tologalpa por los frailes, quienes tienen que salir hacia Comayagua, pero regresan con el capitán Alonso de Daza en 1612, para luego morir a manos de los indígenas.
En 1616, el andaluz Cristóbal Martínez entra en contacto con los Pech, que eran aliados de los zambos miskitos. En 1618, Cristóbal Martínez regresa con veinte soldados y el capitán Padilla, tropezando en arrecifes. En 1619, Cristóbal Martínez zarpa con una nueva expedición, ingresando a Taguzgalpa, sin entrar al territorio Pech, es capturado por los Guaba y se sorprende al ver que gran parte de los pobladores son negros y zambos.
El origen de los misquitos como grupo étnico en Taguzgalpa, no está claro. Los mismos misquitos y muchos estudiosos consideran que siempre han sido misquitos. Algunos autores coinciden en que el pueblo misquito surgió en el siglo XVII, de una mezcla social y biológica de bawinkas, tawahkas (sumu), africanos y europeos.
En 1711, Juan Benito Garret y Arlovi, Obispo de Nicaragua, describió así el origen de los «Zambos y Misquitos»:

En el año de 1641 se perdió un navío cargado de negros en la costa del mar del norte y en la parte entre la boca del Río San Juan, provincia de Nicaragua y la ciudad de Trujillo provincia de Honduras... recogiéndose la tercera parte de los negros y los demás se retiraron y guarecieron entre las malezas de aquellas montañas ocupadas por indios caribes que celosos y recelosos de aquellos nuevos huéspedes le hicieron guerra muy cruda; vencieron con el tiempo los negros a los caribes, retirándose estos montaña adentro hacia las tierras de Segovia y Chontales... quienes hoy en día tienen fiera enemistad con ellos... Con las mujeres de los vencidos se fueron multiplicando los vencedores, y por que ya murieron aquellos primeros huéspedes se llaman hoy sus descendientes zambos por ser hijos de negros y de indios.